# Llista de Municipis de Lapurdi

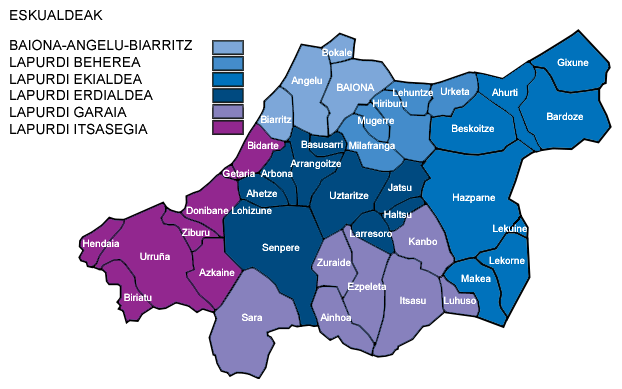
Els municipis de Lapurdi.

Llista de municipis de Lapurdi, territori d'Iparralde que forma part administrativament del departament dels Pirineus Atlàntics.
| Municipi          | Pobl. (1999) |
| ----------------- | ------------ |
| Ahetze            | 1.318        |
| Ainhoa            | 599          |
| Angelu            | 35.263       |
| Arbona            | 1.375        |
| Arrangoitze       | 2.733        |
| Azkaine           | 3.097        |
| Bardoze           | 4.253        |
| Basusarri         | 1.817        |
| Baiona            | 40.078       |
| Biarritz          | 30.055       |
| Bidarte           | 4.670        |
| Biriatu           | 831          |
| Lekuine           | 284          |
| Bokale            | 7.007        |
| Beskoitze         | 1.988        |
| Kanbo             | 4.416        |
| Ziburu            | 6.283        |
| Ezpeleta          | 1.879        |
| Getaria           | 1.284        |
| Gixune            | 730          |
| Haltsu            | 503          |
| Hazparne          | 5.477        |
| Hendaia           | 12.596       |
| Itsasu            | 1.770        |
| Jatsu             | 811          |
| Lehuntze          | 1.890        |
| Larresoro         | 1.320        |
| Luhuso            | 580          |
| Makea             | 529          |
| Lekorne           | 707          |
| Mugerre           | 3.765        |
| Sara              | 2.184        |
| Donibane Lohizune | 13.247       |
| Senpere           | 4.331        |
| Hiriburu          | 3.873        |
| Zuraide           | 1.082        |
| Urketa            | 1.796        |
| Urruña            | 7.043        |
| Ahurti            | 1.702        |
| Uztaritze         | 4.984        |
| Milafranga        | 1.742        |